# Nemorilla xylosteana
Nemorilla xylosteana är en tvåvingeart som först beskrevs av Gimmerthal 1834.  Nemorilla xylosteana ingår i släktet Nemorilla och familjen parasitflugor. Inga underarter finns listade i Catalogue of Life.